# Nigéria
A Nigéria, oficialmente República Federal da Nigéria (em inglês:  Federal Republic of Nigeria), é uma república constitucional federal que compreende 36 estados e o Território da Capital Federal. O país está localizado na África Ocidental e compartilha fronteiras terrestres com o Benim a oeste; com Chade e Camarões a leste, e com o Níger ao norte. Sua costa encontra-se ao sul, no Golfo da Guiné, no Oceano Atlântico.
Por muito tempo a sede de inúmeros reinos e impérios, o Estado moderno da Nigéria tem suas origens na colonização britânica da região durante final do século XIX a início do XX, surgindo a partir da combinação de dois protetorados britânicos vizinhos: o Protetorado Sul e o Protetorado Norte da Nigéria. Os britânicos criaram estruturas administrativas e legais, mantendo as chefias tradicionais. O país tornou-se independente em 1960, mas mergulhou em uma guerra civil, vários anos depois. Desde então, alternaram-se no comando da nação governos civis democraticamente eleitos e ditaduras militares, sendo que apenas as eleições presidenciais de 2011 foram consideradas as primeiras a serem realizadas de maneira razoavelmente livre e justa.
A Nigéria é muitas vezes referida como "o gigante da África", devido à sua grande população e economia. Com cerca de 210 milhões de habitantes, é o país mais populoso do continente e o sexto país mais populoso do mundo. A nação africana é habitada por mais de 500 grupos étnicos, dos quais os três maiores são os hauçás, os ibos e os iorubás. O país é dividido ao meio entre cristãos, que em sua maioria vivem no sul e nas regiões centrais, e muçulmanos, concentrados principalmente no norte. Uma minoria da população pratica religiões tradicionais e locais, tais como as religiões ibo e iorubá.
O país tem sido identificado como uma potência regional no continente africano, com particular hegemonia sobre a África Ocidental. Em 2013, o seu produto interno bruto (PIB) se tornou o maior da África, com mais de 500 bilhões de dólares, ultrapassando a economia da África do Sul e chegando ao posto de 26ª maior economia do mundo. Além disso, a dívida do país em relação ao PIB é de apenas 11%, 8% abaixo da taxa de 2012, e estima-se que a Nigéria irá se tornar uma das 20 maiores economias do mundo por volta de 2050. As reservas de petróleo nigerianas têm desempenhado um papel importante na crescente riqueza e influência do país. A Nigéria é considerada um mercado emergente pelo Banco Mundial e está listado entre as economias chamadas de "Próximos Onze". A maior parte da população nigeriana, no entanto, ainda vive na pobreza absoluta. O país é membro da Commonwealth, da União Africana, da Organização dos Países Exportadores de Petróleo (OPEP) e das Nações Unidas.

## Etimologia
O nome "Nigéria" foi criado mediante a fusão das palavras Niger (referente ao Rio Níger) e area (termo inglês para "área"), em contraste com o vizinho Níger, de colonização francesa. Esse nome foi cunhado no final do século XIX, por Flora Shaw, que viria a ser a esposa do Barão Lugard, uma administradora colonial britânica.

## História

### Pré-colonização

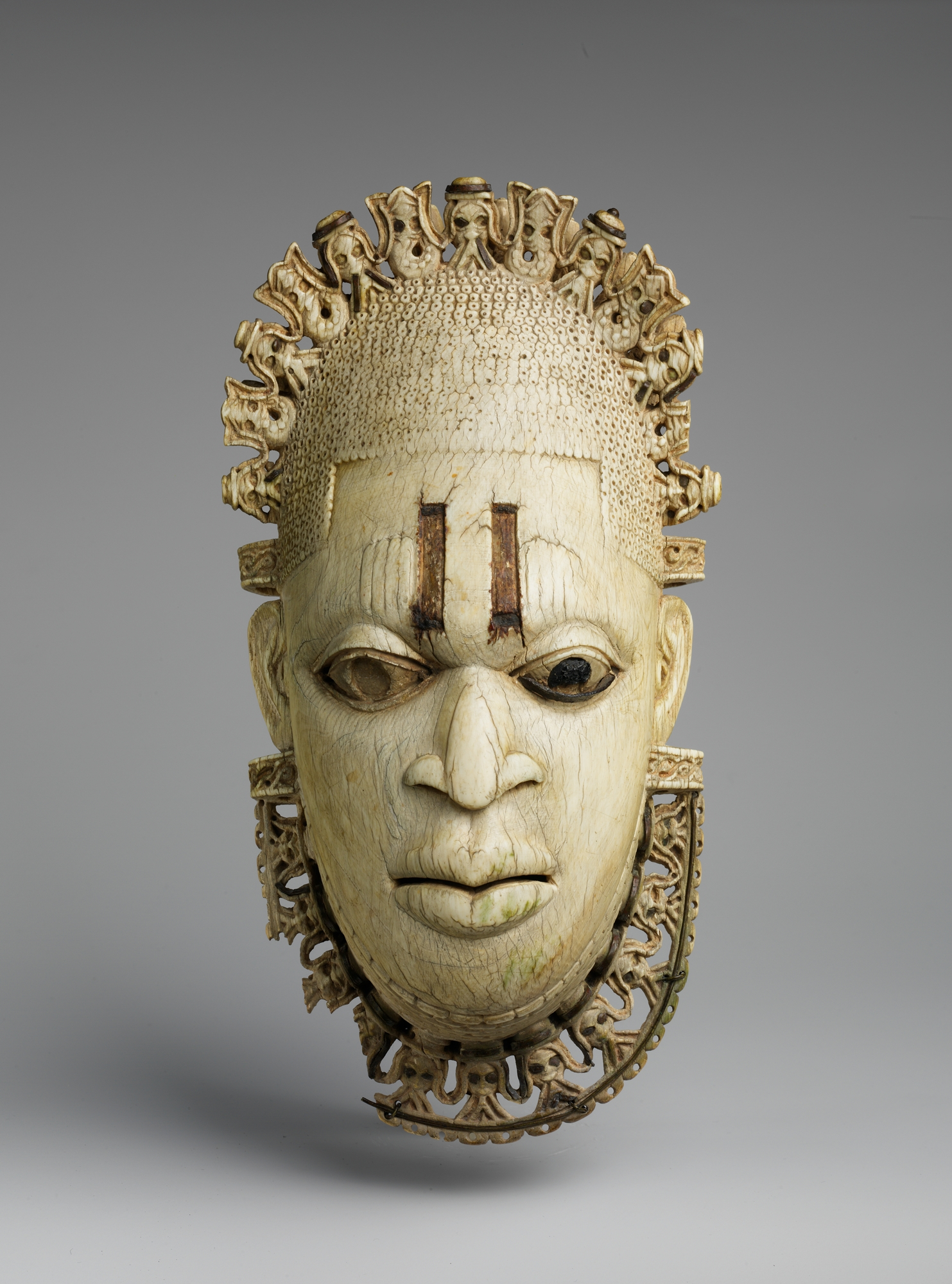
Máscara de marfim da realeza do Império do Benim.

Os Impérios de Canem e Bornu, próximo ao Lago Chade, dominaram a parte norte da Nigéria por séculos, prosperando como rota de comércio entre os povos norte-africanos e o povo da floresta.
No começo do século XIX, Usmã dã Fodio reuniu a maior parte das áreas do norte sob o controle de um império islâmico tendo como centro Socoto. Ambos os reinos de Oió, no sudoeste, e Benim, no sudeste, desenvolveram sistemas elaborados de organização política nos séculos XV, XVI e XVII.

### Colonização europeia
Até 1471, navios portugueses haviam descido o litoral africano até o delta do Rio Níger. Em 1481 emissários do rei de Portugal visitaram a corte do oba de Benim, com o qual mantiveram por um tempo laços estreitos, usufruindo de monopólio comercial até o fim do século XVI.
Entre os séculos XVII e XIX, comerciantes europeus estabeleceram portos costeiros para o aumento do tráfico de escravos (prisioneiros de guerra das tribos africanas mais fortes e dominadoras regionais) para as Américas, concorrendo fortemente com os árabes neste comércio. O comércio de comódites substituiu o de escravos no século XIX.
A Companhia Real do Níger foi criada pelo governo britânico em 1886 e, em 1900, criou os protetorados britânicos do Norte da Nigéria e do Sul da Nigéria. Estes protetorados foram fundidos em 1914, para formar a colônia da Nigéria.

### República
Em resposta ao crescimento do nacionalismo nigeriano ao final da Segunda Guerra Mundial, o governo britânico iniciou um processo de transição da colônia para um governo próprio com base federal, concedendo independência total em 1960, tornando-se a Nigéria uma federação de três regiões, cada uma contendo uma parcela de autonomia (Norte, Leste e Oeste).

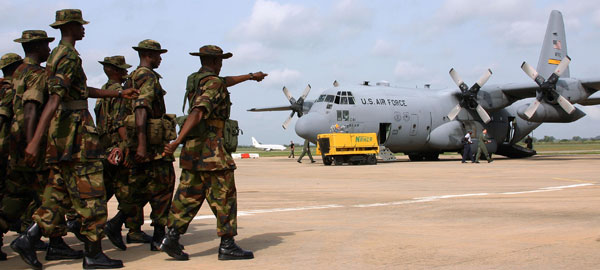
Soldados nigerianos membros da UNAMID em Darfur, no Sudão, preparando-se para embarcar em um C-130 da Força Aérea dos Estados Unidos em outubro de 2004.

Em 1966, dois golpes sucessivos por diferentes grupos militares deixaram o país sob uma ditadura militar. Os líderes do segundo golpe tentaram aumentar o poder do governo federal, e substituíram os governos regionais por doze governos estaduais. Os ibos, grupo dominante etnicamente na região leste, declararam independência como a República de Biafra em 1967, iniciando uma sangrenta guerra civil que terminou com sua derrota.
Em 1975, um golpe pacífico levou Murtala Ramat Mohammed ao poder, que prometeu um retorno ao estado civil. Entretanto, ele foi morto em seguida, tendo como sucessor Olusegun Obasanjo. Uma nova constituição foi promulgada em 1977 e eleições foram realizadas em 1979, sendo ganhas por Shehu Shagari.
A Nigéria retornou ao governo militar em 1983, através de um golpe que estabeleceu o Supremo Conselho Militar como o novo órgão regulamentador do país. Depois das eleições de 1993, que foram canceladas pelo governo militar, o general Sani Abacha subiu ao poder. Quando ele morreu subitamente em 1998, Abdulsalami Abubakar tornou-se o líder do conselho, agora conhecido como o Conselho Provisório de Regulamentação. Ele anulou a suspensão da constituição de 1979 e, em 1999, a Nigéria elegeu Olusegun Obasanjo como presidente nas suas primeiras eleições em dezesseis anos. Obasanjo e seu partido também ganharam as turbulentas eleições de 2003.

### Juntas militares (1970–1999)
Durante o boom do petróleo na década de 1970, a Nigéria entrou para a Organização dos Países Exportadores de Petróleo (OPEP) e a enorme receita gerada tornou a economia mais forte. Apesar de enormes receitas provenientes da produção e venda de petróleo, o governo militar fez pouco para melhorar o padrão de vida da população, ajudar as pequenas e médias empresas ou investir em infraestrutura. Como as receitas do petróleo alimentaram a ascensão de subvenções federais para os estados, o governo federal tornou-se o centro da luta política e do limiar de poder no país. Como a produção de petróleo e receita subiu, o governo nigeriano se tornou cada vez mais dependente das receitas do petróleo, não desenvolvendo outras fontes de recursos para a estabilidade econômica da Nigéria.
Em 1979, o país participou de um breve retorno à democracia, quando Olusegun Obasanjo transferiu o poder ao regime civil de Shehu Shagari. O governo de Shagari passou a ser visto como corrupto e incompetente por virtualmente todos os setores da sociedade nigeriana. O golpe militar de Muhammadu Buhari, logo após fraudulenta reeleição do regime, em 1984, era geralmente visto como um desenvolvimento positivo. Buhari prometeu reformas importantes, mas seu governo se saiu um pouco melhor que o do seu antecessor. Seu regime foi derrubado por um golpe militar em 1985.

## Geografia

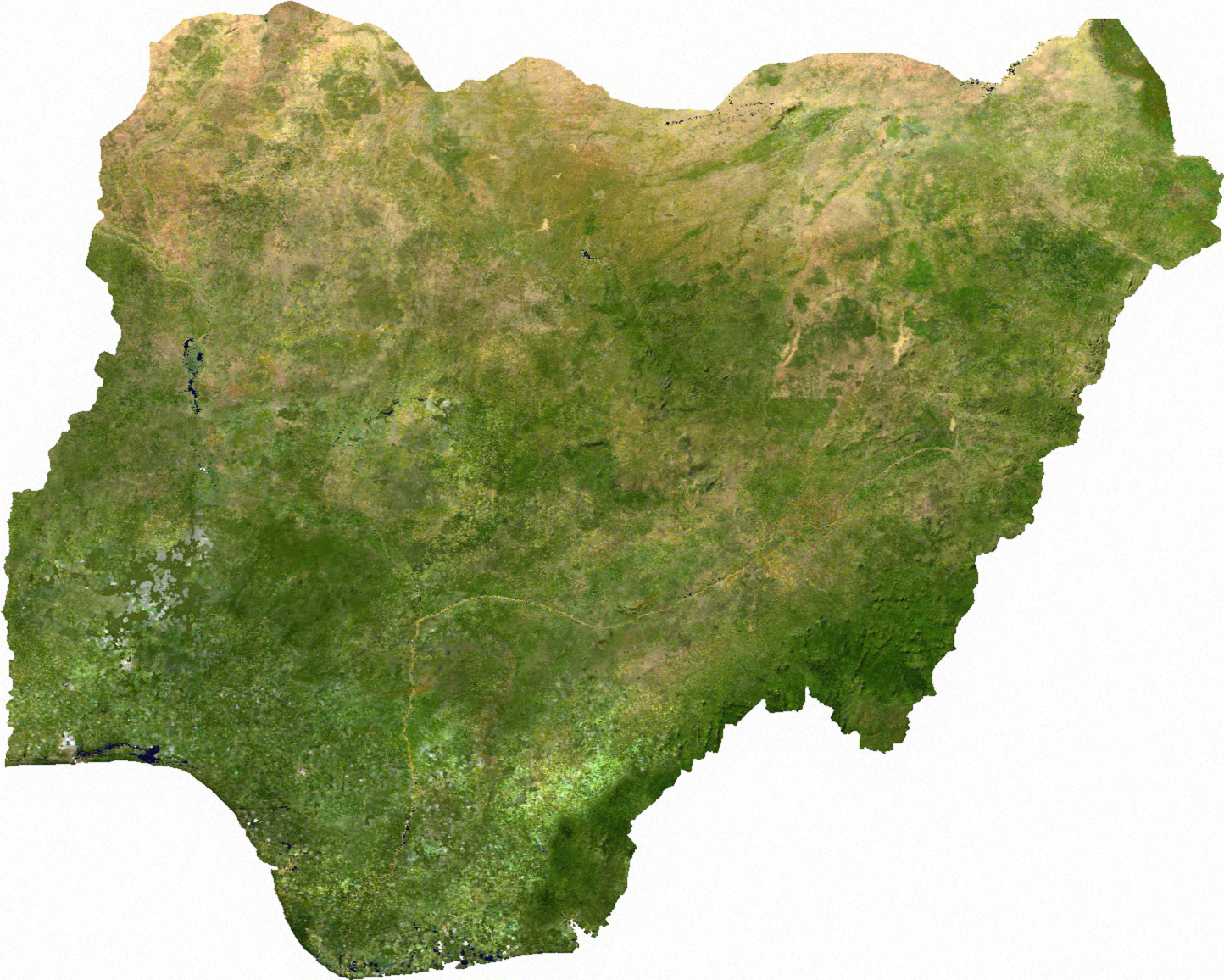
Imagem de satélite da Nigéria.

A Nigéria situa-se no Golfo da Guiné. As suas maiores cidades localizam-se nas terras baixas do sul. A parte central do país é composta por colinas e planaltos. A leste, na divisa com Camarões, encontra-se parte do planalto ou maciço de Adamawa (conhecidas como Montanhas Gotel, atingindo 2 419 m em Chappal Waddi, o ponto mais elevado do país). O norte consiste em terras baixas áridas. Os países limítrofes são o Benim, o Níger, o Chade e Camarões. Em tamanho, o país é um pouco maior que o estado brasileiro do Mato Grosso.
A floresta e os bosques ocorrem principalmente no terço sul do país, que é afetado por chuvas sazonais vindas do oceano Atlântico entre junho e setembro. À medida que se segue para norte, o país vai-se tornando mais seco e a vegetação mais semelhante à da savana. O terço norte do país inclui-se na região semiárida do Sahel, que marca o limite sul do deserto do Saara.
A Nigéria é dividida em três pelos rios Níger e Benue, que chegam ao país vindos de nordeste e noroeste e se vão juntar mais ou menos no centro, perto da nova capital, Abuja. Daí, o rio Níger acrescentado com água do Benue flui para sul até desaguar no mar num grande delta.

## Demografia

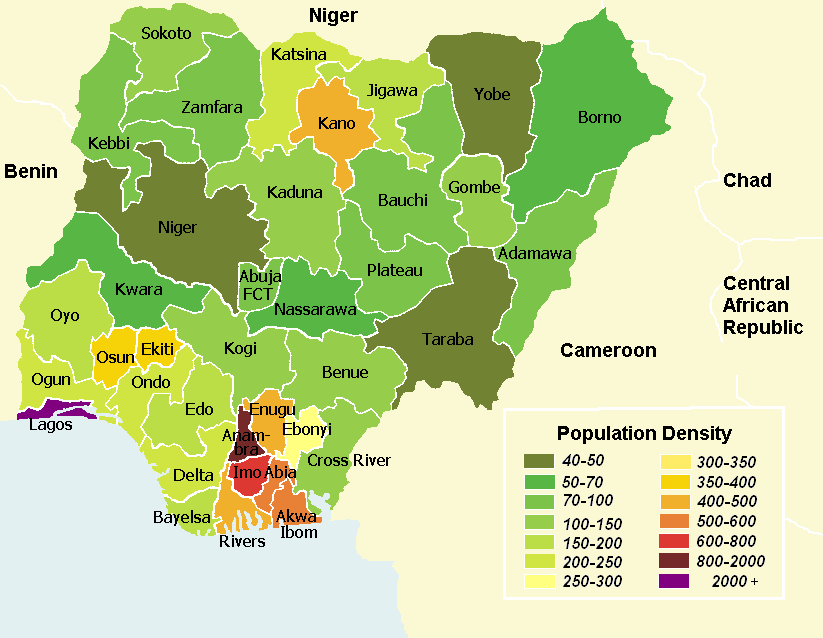
Densidade populacional da Nigéria

A Nigéria é o país mais populoso da África, representando aproximadamente um quarto da população do oeste africano. Embora menos de pouco mais da metade dos nigerianos viva em zonas urbanas, pelo menos 24 cidades têm uma população de mais de 100 000 habitantes. A variedade dos costumes, línguas, tradições entre 389 grupos étnicos do país, oferece uma rica diversidade. É impossível indicar os montantes demográficos sobre a Nigéria, autoritariamente, pois os resultados dos censos nacionais foram contestados.
As Nações Unidas estimam que a população em 2005 era de 141 milhões, e previu que iria atingir os 289 milhões em 2050. A Nigéria tem uma grande taxa de fecundidade e um grande crescimento populacional. O Departamento de Recenseamento dos Estados Unidos estima que a população da Nigéria irá atingir 356 milhões em 2050 e 602 milhões em 2100, ultrapassando os próprios Estados Unidos como o terceiro país mais populoso do mundo.
A Nigéria é composta por mais de 250 grupos étnicos; as seguintes são as mais populosas e, politicamente, mais influentes: hauçá-fulas com 29%, iorubás com 20%, ibos com 20%, ijaus com 6,5%, canúris com 4%, ibibios com 3,5%, anangues com 2,5%, tives com 2,5%, efiques com 2%. Estas percentagens são estimativas, com base no número de colonatos, incluindo o número de cidades, vilas e aldeias, com as informações fornecidas pelo serviço postal da Nigéria. Na ausência de um censo até à data, outros números da população não seguem procedimentos científicos. Só estes são cientificamente apoiados por liquidação de números fornecidos pelo governo. A língua oficial é o inglês.

### Religiões
| Religiões na Nigéria (est. 2012) | Religiões na Nigéria (est. 2012) | Religiões na Nigéria (est. 2012) | Religiões na Nigéria (est. 2012) | Religiões na Nigéria (est. 2012) |
| -------------------------------- | -------------------------------- | -------------------------------- | -------------------------------- | -------------------------------- |
| Religions                        |                                  |                                  | Percent                          |                                  |
| Cristianismo                     | Cristianismo                     |                                  | 49,3%                            | 49,3%                            |
| Islamismo                        | Islamismo                        |                                  | 48,8%                            | 48,8%                            |
| Outros                           | Outros                           |                                  | 1,9%                             | 1,9%                             |

A Nigéria é o lar de diversas religiões que tendem a concentrar-se regionalmente. Esta situação acentua diferenças regionais e étnicas e tem sido muitas vezes vista como uma fonte de conflito sectário entre a população. Embora o país seja dividido igualmente entre seguidores do islamismo e do cristianismo (que predominam no norte e no sul, respectivamente), por toda a Nigéria há uma crença generalizada, embora suprimida por razões políticas, em práticas religiosas tradicionais locais.
Um relatório sobre religião e vida pública feito pelo Pew Research Center em dezembro 2012 afirmou que 49,3% da população nigeriana era cristã; 48,8% era muçulmana; e 1,9% era seguidora de religiões nativas e outras ou não eram afiliado a qualquer religião. A pesquisa também previu que, em 2030, a Nigéria teria uma ligeira maioria muçulmana na população (51,5%). Entre os cristãos, 24,8% são católicos, 74,1% são protestantes, 0,9% pertencem a outras denominações cristãs e alguns deles são cristãos ortodoxos.
Dados da Association of Religion Data Archives (ARDA) de 2010 também informaram que 46,5% do total da população era cristã, ligeiramente maior do que a população muçulmana (45,5%), enquanto 7,7% eram membros de outros grupos religiosos. De acordo com o The World Factbook da CIA, em 2001 cerca de 50% da população da Nigéria era muçulmana, 40% era cristã e 10% eram seguidores de religiões locais.

### Criminalidade
O país é o lar de uma robusta rede de crime organizado, ativa principalmente no tráfico de drogas, principalmente no transporte de heroína da Ásia para a Europa e América; e de cocaína da América do Sul para Europa e África do Sul. As várias "irmandades" nigerianas estão ativas tanto no crime organizado e na violência política, quanto ao proporcionar uma rede de corrupção dentro do sistema político do país. Como as irmandades têm amplas conexões com figuras políticas e militares importantes, eles acabam por oferecem a essas organizações criminosas uma rede de excelentes ex-seguidores. A Irmandade dos Vikings Supremos, por exemplo, se gaba do fato de doze dos membros da assembleia legislativa do estado de Rivers serem também seus seguidores. Nos níveis mais baixos da sociedade, existem os chamados "area boys", que são gangues organizadas, principalmente ativas em Lagos, que se especializam em assaltos e no tráfico de drogas em pequena escala. De acordo com estatísticas oficiais, a violência das gangues na cidade de Lagos resultou na morte de 273 civis e de 84 policiais no período de agosto de 2000 a maio de 2001.
Internacionalmente, a Nigéria é conhecida por um tipo de golpe bancário conhecido como "fraude nigeriana", que é praticada por indivíduos e organizações criminosas, principalmente através de correio eletrônico. Essas fraudes envolvem um banco nigeriano cúmplice e um fraudador, que tenta convencer a vítima a pagar quantias cada vez maiores em busca de obter um ganho ainda maior no final.
A Nigéria também é permeada por corrupção política. O país é classificado no 154º lugar entre 180 países no Índice de Percepção de Corrupção de 2021, elaborado pela Transparência Internacional. Mais de 400 bilhões de dólares foram roubados do tesouro nacional por líderes nigerianos entre os anos de 1960 e 1999.

## Governo e política

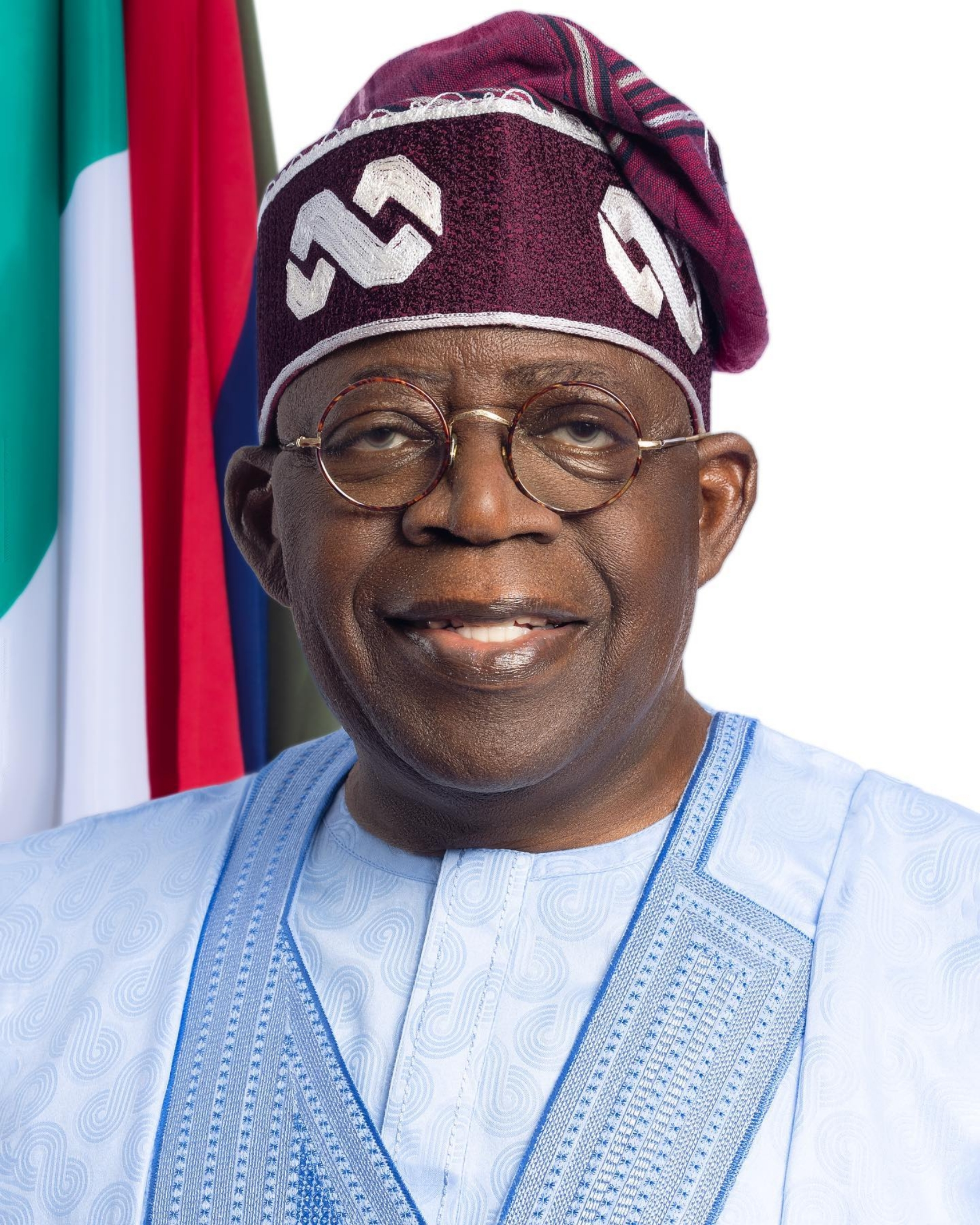
Bola Tinubu, o atual presidente da Nigéria.

A Nigéria é uma república federal inspirada no modelo dos Estados Unidos, com o poder executivo exercido pelo presidente e com conotações do modelo do Sistema Westminster na composição e gestão das casas superiores e inferiores da legislatura bicameral nacional. O atual presidente da Nigéria é Bola Tinubu, sucedeu Muhammadu Buhari em 2023.
O poder do presidente é moderado por um Senado e por uma Câmara dos Representantes, que são combinados em um corpo bicameral chamado de Assembleia Nacional. O senado é um órgão com 109 lugares, com três membros de cada estado do país e um da região da capital, Abuja; os membros são eleitos por voto popular para mandatos de quatro anos. A câmara tem 360 assentos e o número de deputados por estado é determinado pela população.

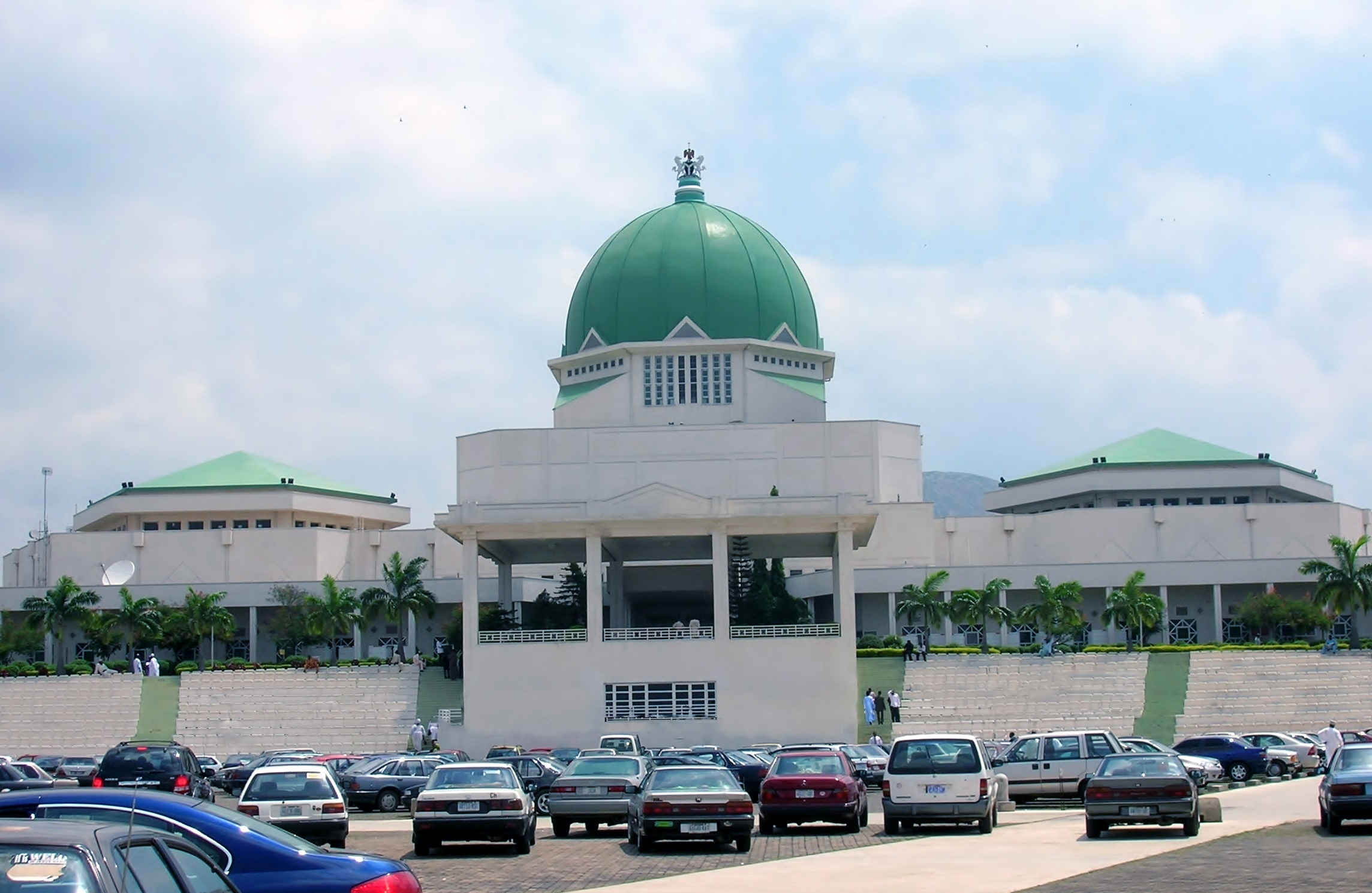
Assembleia Nacional da Nigéria, em Abuja.

O etnocentrismo, o tribalismo, a perseguição religiosa e o patrimonialismo têm desempenhado um papel visível na política nigeriana, antes e depois da independência do país, em 1960. O nacionalismo também levou a movimentos separatistas ativos, tais como o MASSOB, a movimentos nacionalistas, como o Congresso Popular Oodua, o Movimento para a Emancipação do Delta do Níger e a uma guerra civil. Os três maiores grupos étnicos da Nigéria (hauçás, ibos e iorubás) mantiveram proeminência histórica na política local; a competição entre esses três grupos tem alimentado a corrupção e o suborno no sistema político do país.
Como em muitas outras sociedades africanas, o patrimonialismo e a corrupção extremamente excessivos continuam a constituir grandes desafios para a Nigéria, sendo que fraudes eleitorais e outros meios de coerção são praticados por todos os principais partidos políticos para se manterem competitivos. Em 1983, foi julgado pelo instituto de política em Kuru que apenas as eleições de 1959 e 1979 testemunharam algum aparelhamento mínimo.

### Direitos humanos
Os registros sobre direitos humanos na Nigéria continuam a serem pobres e funcionários do governo, em todos os níveis, continuam a cometer abusos graves nessa área.

Área no nordeste da Nigéria controlada pelo Boko Haram.

Segundo o Departamento de Estado dos Estados Unidos, os problemas mais significativos dos direitos humanos no país são: execuções extrajudiciais e uso excessivo da força por parte das forças de segurança; impunidade para os abusos cometidos pelas forças de segurança; detenções arbitrárias; prisão preventiva prolongada; corrupção judicial e influência do poder executivo no poder judiciário; estupro, tortura e outros tratamentos cruéis, desumanos ou degradantes dados a prisioneiros, detidos e suspeitos; condições adversas e de risco de vida nas prisões e centros de detenção; tráfico de seres humanos para fins de prostituição e trabalho forçado; violência social e assassinatos de policiais; trabalho infantil e abuso e exploração sexual de crianças; a mutilação genital feminina; violência doméstica; discriminação por orientação sexual, etnia, região e religião; restrições à liberdade de reunião, de movimento, de imprensa, expressão e de religião; violação do direito à privacidade; e simplificação do direito dos cidadãos de mudar o governo. Além disso, o casamento infantil continua a ser comum na Nigéria. e estima-se de que 700 000 escravos existam no país.
Sob o código penal islâmico da Charia, que se aplica aos muçulmanos em doze dos estados do norte do país, atos considerados como crimes, como o consumo de álcool, a homossexualidade, a infidelidade e o roubo, levam a penas severas, como amputação, apedrejamento e longas penas de prisão. Sob uma lei assinada no início de 2014, casais do mesmo sexo que se casam podem passar até 14 anos na prisão cada um. Testemunhas ou qualquer pessoa que ajude casais homoafetivos a se casarem são condenadas a dez anos atrás das grades. O projeto de lei também pune "atos públicos de relacionamentos amorosos entre pessoas do mesmo sexo, direta ou indiretamente" e aqueles que forem considerados culpados por organizarem, comandarem ou apoiarem clubes, organizações e/ou reuniões homossexuais com uma pena de dez anos de prisão.

## Subdivisões
A Nigéria é um Estado federal constituído por 36 estados, subdivididos em 774 Áreas de Governo Local (LGAs). A capital, Abuja, não pertence a nenhum estado, localizando-se no Território da Capital Federal.
Estados:
| 1. Anambra 2. Enugu 3. Akwa Ibom 4. Adamawa 5. Abia 6. Bauchi 7. Bayelsa 8. Benue 9. Borno 10. Rio Cross 11. Delta 12. Ebonyi | 1. Edo 2. Equiti 3. Gombe 4. Imo 5. Jigawa 6. Kaduna 7. Cano 8. Catsina 9. Kebbi 10. Kogi 11. Kwara 12. Lagos 13. Nassaraua | 1. Níger 2. Ogum 3. Ondo 4. Oxum 5. Oió 6. Plateau 7. Rios 8. Socoto 9. Taraba 10. Yobe 11. Zanfara |  |

Território federal: 37. Território da Capital Federal

## Economia

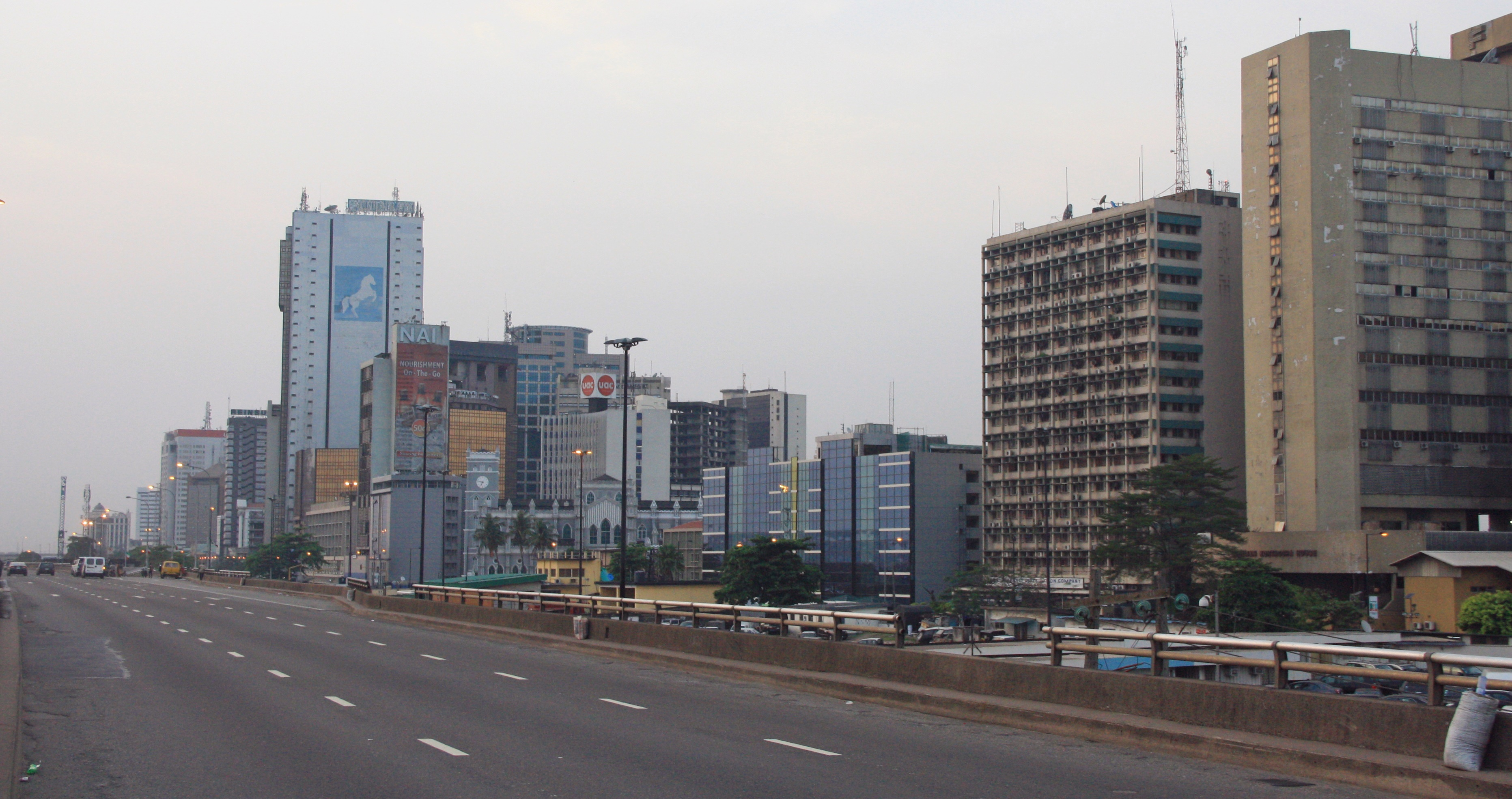
Edifícios comerciais na Ilha Victoria. Lagos é uma das maiores cidades do mundo, com cerca de 21 milhões de habitantes.

A Nigéria é classificada como uma economia mista e um mercado emergente. O país já atingiu o nível de renda média-baixa de acordo com o Banco Mundial, com a sua oferta abundante de recursos naturais e com setores financeiros importantes, como de telecomunicações, transportes e o mercado de ações da Bolsa de Valores Nigeriana, que é a segundo maior da África. O país está classificado em 30º lugar no mundo em termos de PIB (PPC) em 2012. A Nigéria é o maior parceiro comercial dos Estados Unidos na África subsaariana e fornece um quinto do seu petróleo (11% das importações de petróleo). O país tem o sétimo maior superávit comercial com os Estados Unidos em relação ao mundo. A Nigéria é o 50º maior mercado de exportação para os produtos estadunidenses e o 14º maior exportador de bens para norte-americanos. Os Estados Unidos também são os maiores investidores estrangeiros no país. O Fundo Monetário Internacional (FMI) estimou um crescimento econômico de 9% em 2008, de 8,3% em 2009 e de 8% em 2011 para a economia da Nigéria.
Anteriormente, o desenvolvimento econômico havia sido prejudicado por anos de ditadura militar, corrupção e má gestão governamental. A restauração da democracia e reformas econômicas posteriores conseguiram colocar com sucesso a Nigéria de volta no sentido de atingir seu potencial econômico pleno. Em 2013, a Nigéria ultrapassou a África do Sul como maior economia da África.

### Principais setores

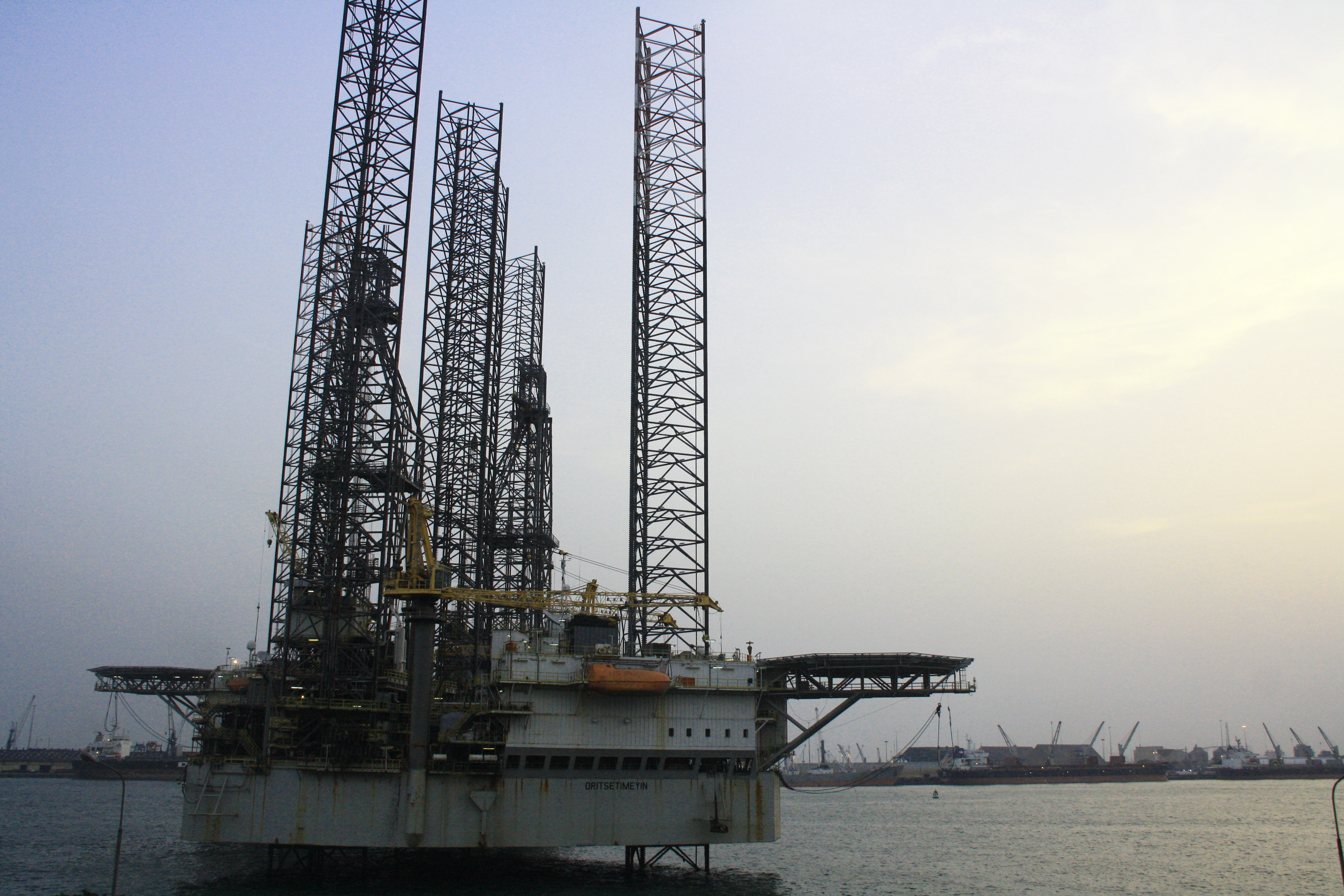
A Nigéria possui vastas reservas de petróleo e gás natural no Delta do Níger e faz parte da OPEP. Na imagem, uma plataforma petrolífera na capital do país.

O país é o 12º maior produtor e o oitavo maior exportador de petróleo do mundo, além de ter as 10 maiores reservas provadas deste recurso. A Nigéria entrou para a Organização dos Países Exportadores de Petróleo (OPEP) em 1971 e o produto desempenha um grande papel na economia local, respondendo por 40% do PIB e por 80% do orçamento do governo nigeriano. No entanto, a agitação por um melhor controle dos recursos no Delta do Níger, a principal região produtora de petróleo, levou a interrupções na produção e impede o país de exportar com 100% da capacidade.
A Nigéria tem um dos mercados de mais rápido crescimento no setor de telecomunicações do mundo, sendo que os principais operadores de mercados emergentes (como MTN, Etisalat, Zain e Globacom) baseiam seus maiores e mais rentáveis centros no país. O país tem um setor de serviços financeiros altamente desenvolvido, com uma mistura de bancos locais e internacionais, empresas de gestão de ativos, corretoras, seguradoras, fundos de private equity e bancos de investimento.
O território nigeriano também tem uma grande variedade de recursos minerais subexplorados, que incluem gás natural, carvão, bauxita, tantalita, ouro, estanho, minério de ferro, calcário, nióbio, chumbo e zinco. Apesar de possuir enormes depósitos desses recursos naturais, a indústria de mineração local ainda está em um estágio primário.
A agricultura costumava ser a principal fonte de divisas da Nigéria. Ao mesmo tempo, o país era o maior exportador mundial de amendoim, cacau e óleo de palma, além de ser um importante produtor de cocos, frutas cítricas, milho, milheto, mandioca, inhame e cana-de-açúcar. Cerca de 60% dos nigerianos trabalham no setor agrícola e o país tem vastas áreas subutilizadas de terra arável.

## Infraestrutura

### Educação
A educação na Nigéria é supervisionada pelo Ministério Federal da Educação. As autoridades locais assumem a responsabilidade pela implementação de políticas para a educação pública controlada pelo estado e escolas estatais em nível regional. O sistema educacional é dividido em educação infantil, educação primária, educação secundária e educação superior. Após a ascensão econômica propiciada pelo petróleo na década de 1970, o ensino superior foi melhorado para atingir todas as sub-regiões da Nigéria. Cerca de 62% da população nigeriana é alfabetizada e a taxa para os homens (71,3%) é superior à das mulheres (52,7%). A expectativa de vida escolar, do ensino primário ao ensino superior, é de 9 anos de estudos.

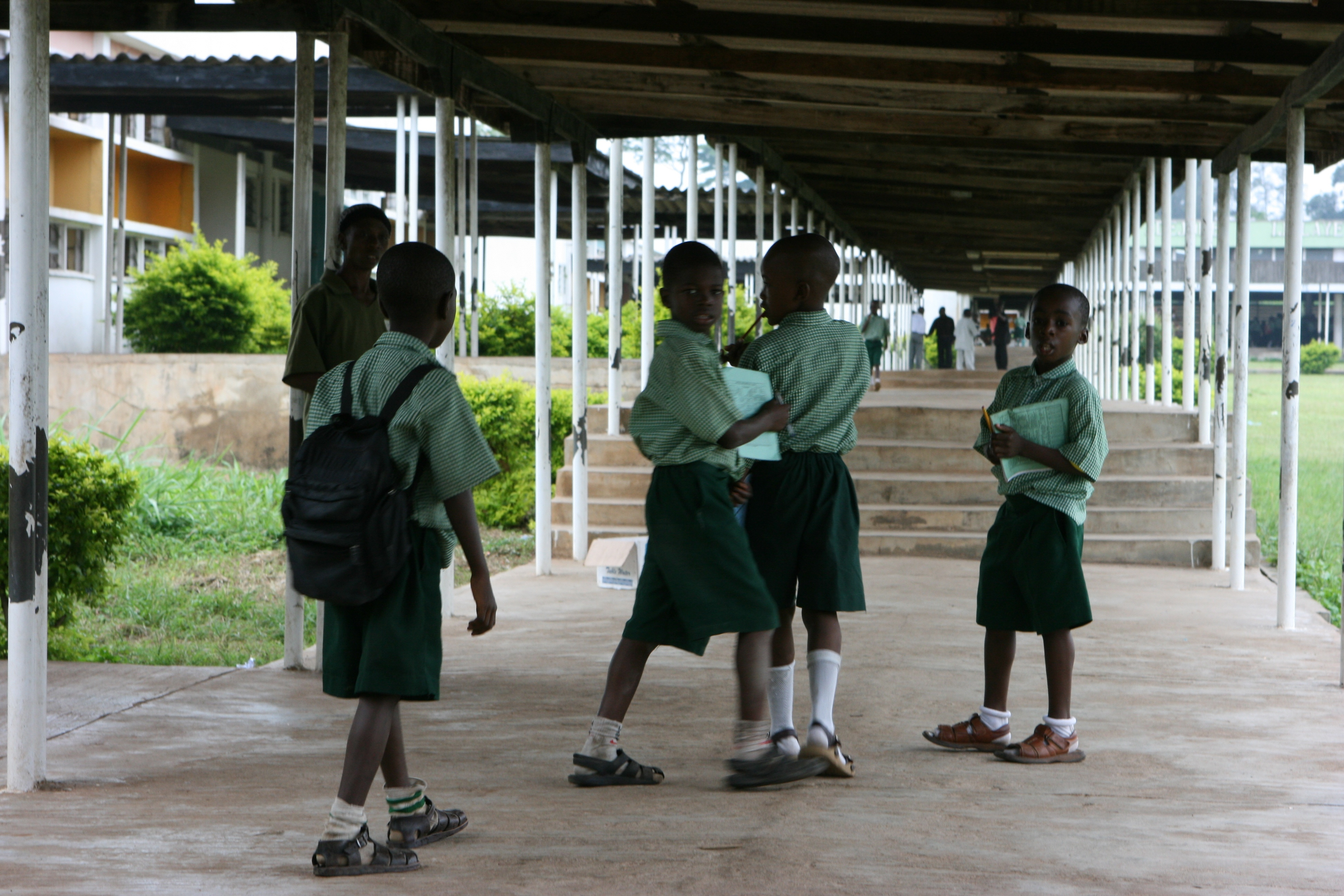
Crianças na escola em Ilê-Ifé, na Nigéria.

A Nigéria oferece educação gratuita e sustentada pelo governo, mas a frequência não é obrigatória em nenhum nível, e certos grupos, como nômades e deficientes, são sub-atendidos. O sistema educacional consiste em seis anos de escola primária, três anos de ensino secundário geral, três anos de escola secundária superior e quatro, cinco ou seis anos de educação universitária que leva a um grau de bacharel. O governo tem controle majoritário da educação universitária. O ensino superior na Nigéria consiste em universidades públicas e privadas, politécnicos, monotécnicos e faculdades de educação. O país tem um total de 138 universidades, sendo 40 federais, 39 estaduais e 59 privadas. A taxa de frequência do ensino secundário é de 32% para o sexo masculino e de 27% para o sexo feminino. Em 2004, a Comissão de Planejamento Nacional da Nigéria descreveu o sistema educacional do país como "disfuncional". As razões para essa caracterização incluem instituições decadentes e graduados mal preparados.

### Saúde
A Nigéria reorganizou seu sistema de saúde desde a Iniciativa Bamako de 1987, quando métodos baseados na comunidade foram formalmente promovidos para aumentar a acessibilidade de medicamentos e serviços de saúde à população, em parte, através da implementação de taxas moderadoras. A nova estratégia aumentou drasticamente a acessibilidade para a comunidade através da reforma da saúde, o que resultou em uma prestação mais eficiente e equitativa dos serviços médicos. A estratégia de uma abordagem abrangente foi estendida a todas as áreas de assistência médica, com melhora posterior nos indicadores de saúde e melhoria na eficiência dos custos e dos cuidados de saúde.
O sistema de saúde nigeriano é constantemente confrontado pela escassez de médicos, o que é conhecido como "fuga de cérebros", devido ao fato de que muitos médicos nigerianos altamente qualificados emigraram para a América do Norte e a Europa. Em 1995, estimava-se que 21 000 médicos nigerianos estavam trabalhando apenas nos Estados Unidos, o que é aproximadamente o mesmo que o número de médicos que trabalham no serviço público do país. Mantendo esses profissionais treinados foi identificado como uma das metas do governo.
De acordo com estimativas de 2009, a prevalência do HIV/AIDS na Nigéria é de cerca de 3,6% da população adulta. Apesar da baixa taxa de prevalência, o relatório da UNAIDS de 2011 indica que a Nigéria tem o segundo maior número de novas infecções por HIV em todo o mundo e não tem feito os investimentos necessários para combater a doença.

### Telecomunicações
De acordo com dados de 2020 do National Bureau of Statistics, a Nigéria tem cerca de 136,2 milhões de usuários de internet. Isso implica que, a partir de 2020, 66% da população nigeriana está conectada à internet e a usa ativamente. Embora os nigerianos estejam usando a internet para fins educacionais, de redes sociais e entretenimento, a internet também se tornou uma ferramenta para mobilizar protestos políticos no país.
No que tange à liberdade digital, os especialistas apontam que a Nigéria enfrenta entraves como, entre outras coisas, limitações ao acesso à internet e violações dos direitos dos usuários. O país ficou na 26ª posição, entre os 65 países avaliados quanto à liberdade na internet, no Índice da Freedom House 2020.

### Energia
O consumo de energia primária da Nigéria foi de cerca de 108 Mtep em 2011. A maior parte da energia vem de biomassa e resíduos tradicionais, que representam 83% da produção primária total. O restante é de combustíveis fósseis (16%) e energia hidrelétrica (1%). Desde a independência, a Nigéria tentou desenvolver uma indústria nuclear doméstica para energia. Em 2004, a Nigéria adquiriu um reator de pesquisa de origem chinesa na Universidade Ahmadu Bello e buscou o apoio da Agência Internacional de Energia Atómica para desenvolver planos para até 4 000 MWe de capacidade nuclear até 2027, de acordo com o Programa Nacional de Implantação de Energia Nuclear. Em 2007, o governo do país adotou a energia nuclear para atender às suas crescentes necessidades energéticas. Em 2017, a Nigéria assinou o Tratado sobre a Proibição das Armas Nucleares da ONU.

## Cultura

### Cinema
A indústria cinematográfica nigeriana é conhecida como "Nollywood" e é a segunda maior produtora de filmes do mundo. Muitos dos estúdios de cinema estão sediados em Lagos e Enugu e a indústria é agora uma renda muito lucrativa para essas cidades. O cinema nigeriano é a maior indústria de cinema do continente africano em termos de valor e em número de filmes produzidos por ano. Apesar dos filmes nigerianos serem produzidos desde a década de 1960, a melhora das tecnologias de filmagem e de edição digital de vídeo, que se tornaram mais acessíveis, estimulou a indústria cinematográfica do país. O nome Nollywood é derivado do termo Hollywood, da mesma maneira como Bollywood, a grande produção do cinema indiano.

### Esportes

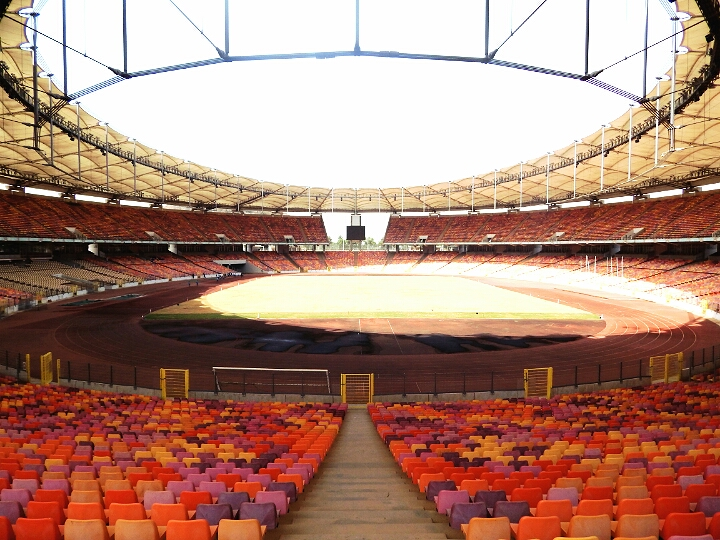
Estádio Nacional em Abuja.

O futebol é amplamente considerado o esporte nacional da Nigéria e a liga nacional é a Nigerian Premier League. A seleção nacional de futebol da Nigéria, conhecida como "Super Eagles", disputou a Copa do Mundo FIFA em seis ocasiões. Em abril de 1994, o Super Eagles ficou em 5º lugar no Ranking Mundial da FIFA, o ranking mais alto alcançado por uma seleção de futebol africana. Eles venceram a Copa das Nações Africanas três vezes, e também sediaram a Copa do Mundo Sub-17 e Sub-20. Conquistaram a medalha de ouro no futebol nos Jogos Olímpicos de Verão de 1996 (em que venceram a Argentina), tornando-se o primeiro time de futebol africano a ganhar ouro no futebol olímpico.
A Nigéria também tem como outros esportes populares o basquetebol, críquete e atletismo. O boxe também é um esporte importante na Nigéria, Dick Tiger e Samuel Peter são ex-campeões mundiais.
A Seleção Nigeriana de Basquetebol ganhou as manchetes internacionais quando se classificou para os Jogos Olímpicos de Verão de 2012, ao vencer equipes de elite mundial altamente favorecidas, como Grécia e Lituânia.
A Nigéria já abrigou vários jogadores de basquete reconhecidos internacionalmente nas principais ligas do mundo na América, Europa e Ásia. Esses jogadores incluem o Hall da Fama do Basquete, Hakeem Olajuwon, e, mais tarde, escolhidos no deaft da NBA Solomon Alabi, Yinka Dare, Obinna Ekezie, Festus Ezeli, Al-Farouq Aminu e Olumide Oyedeji.

#### Campeonatos esportivos da Nigéria
- Nigerian Premier League[74]
- NWFL Premiership[75]
- Zenith Women Basketball League[76]
- Nigerian Premier League (basketball)[77]

### Feriados
| Data          | Nome em português    |  | Observações                          |
| ------------- | -------------------- |  | ------------------------------------ |
| 1º de outubro | Dia da Independência |  | Independência do Reino Unido (1960). |

## Ilustres nigerianos

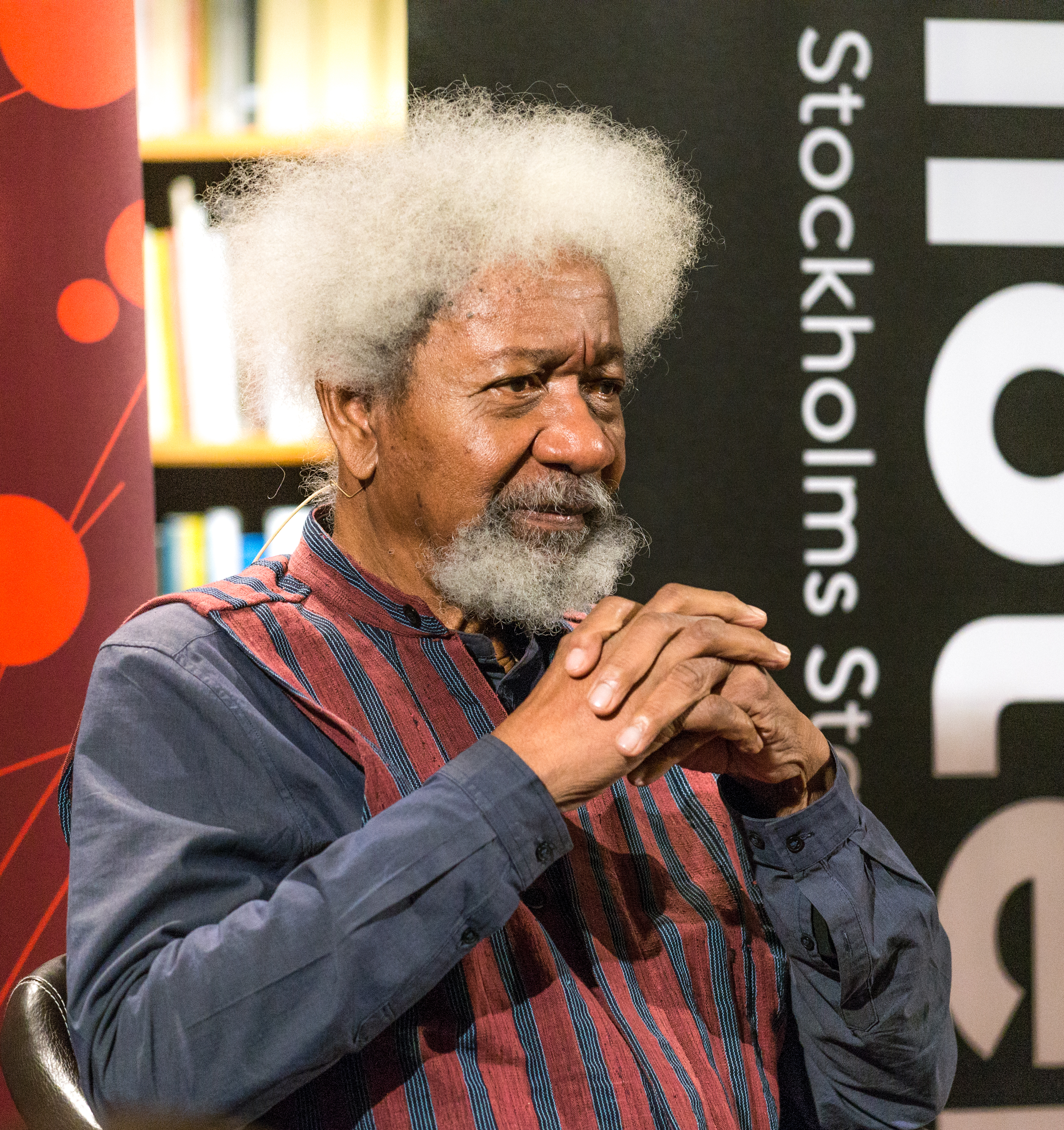
Wole Soyinka escritor que Prêmio Nobel da Literatura de 1986.
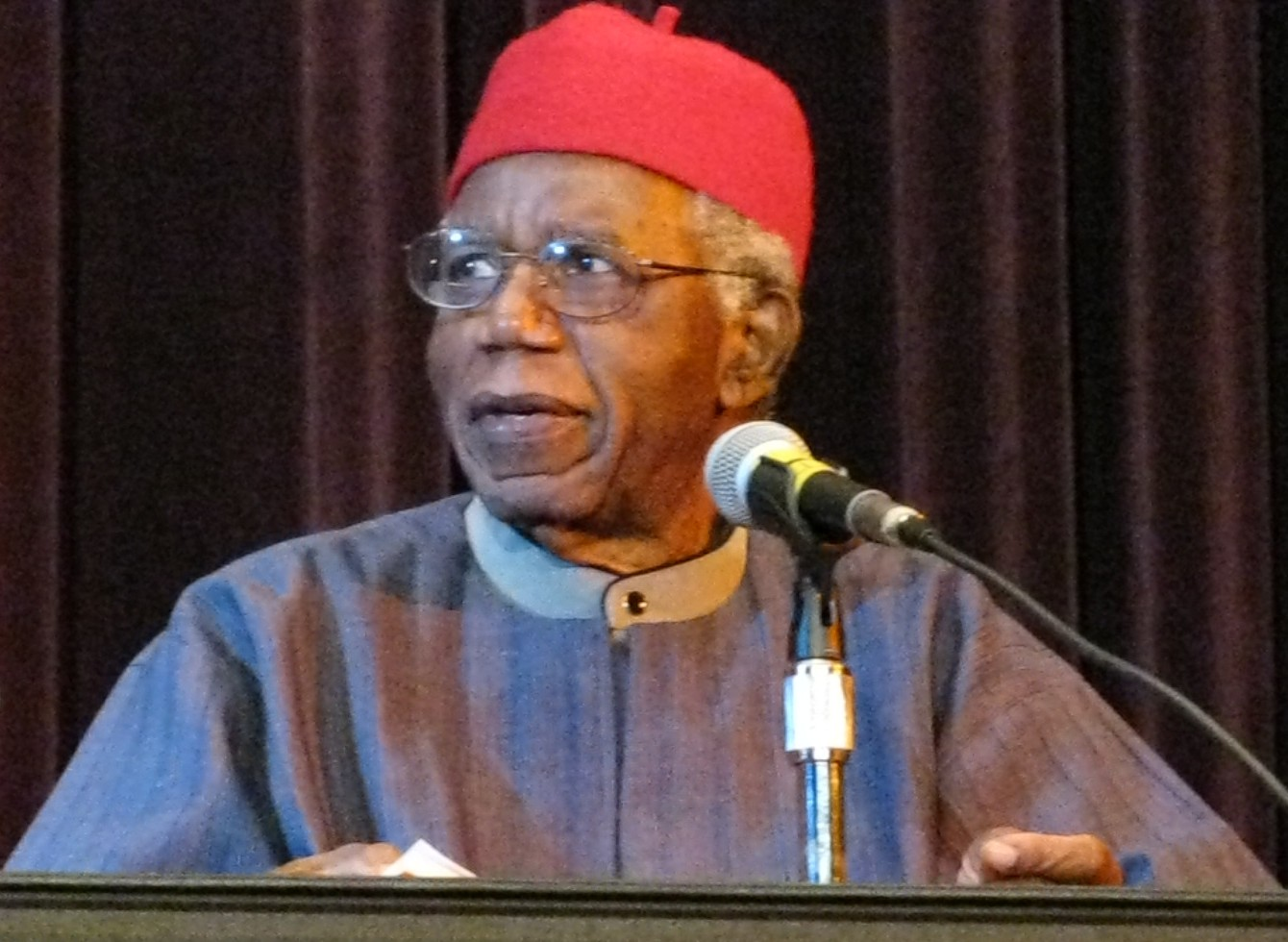
Chinua Achebe escritor, romancista, poeta, crítico literário.
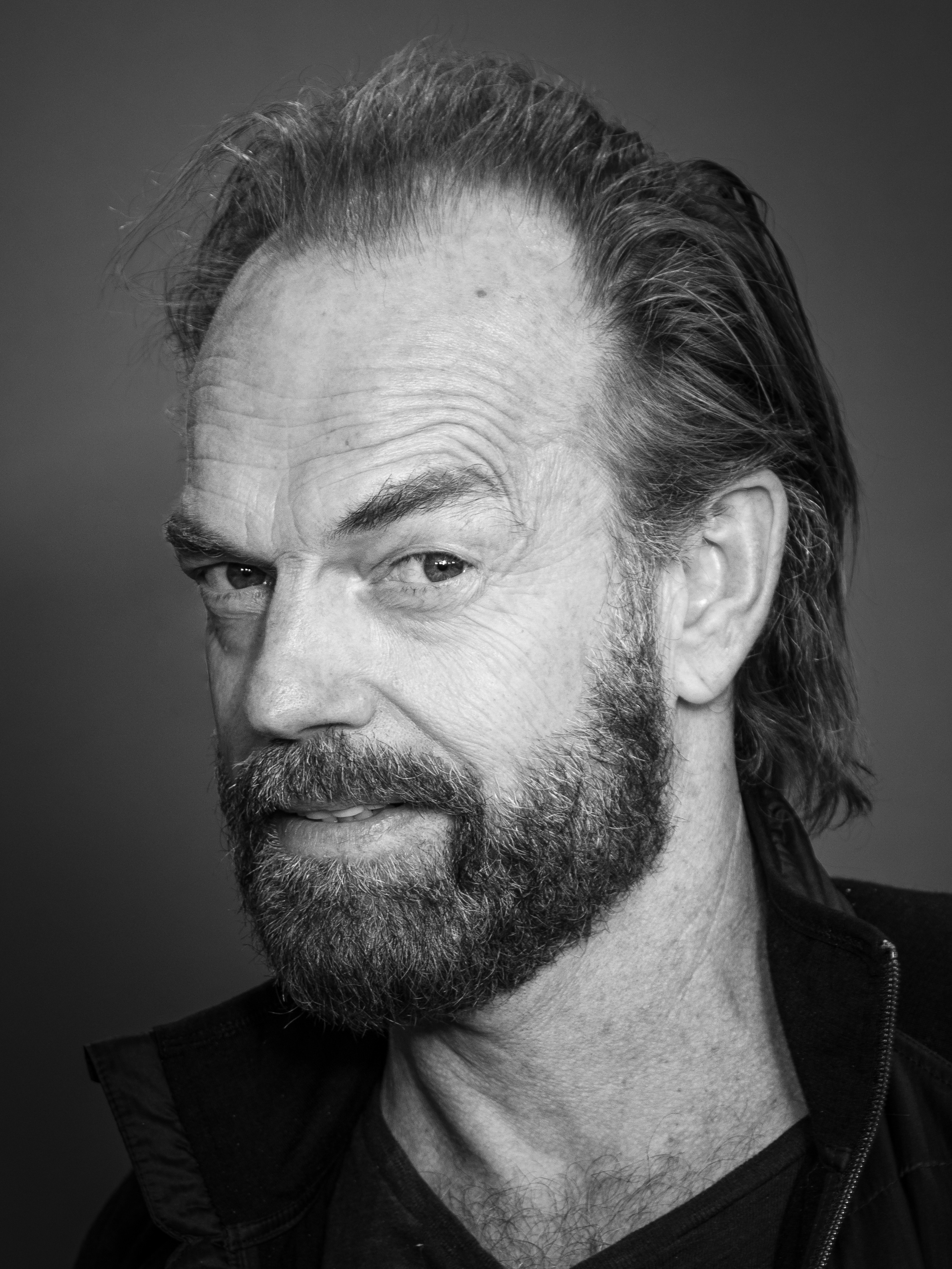
Hugo Weaving ator conhecido por seu trabalho nos filmes "O Senhor dos Anéis", "Matrix", "O Hobbit".
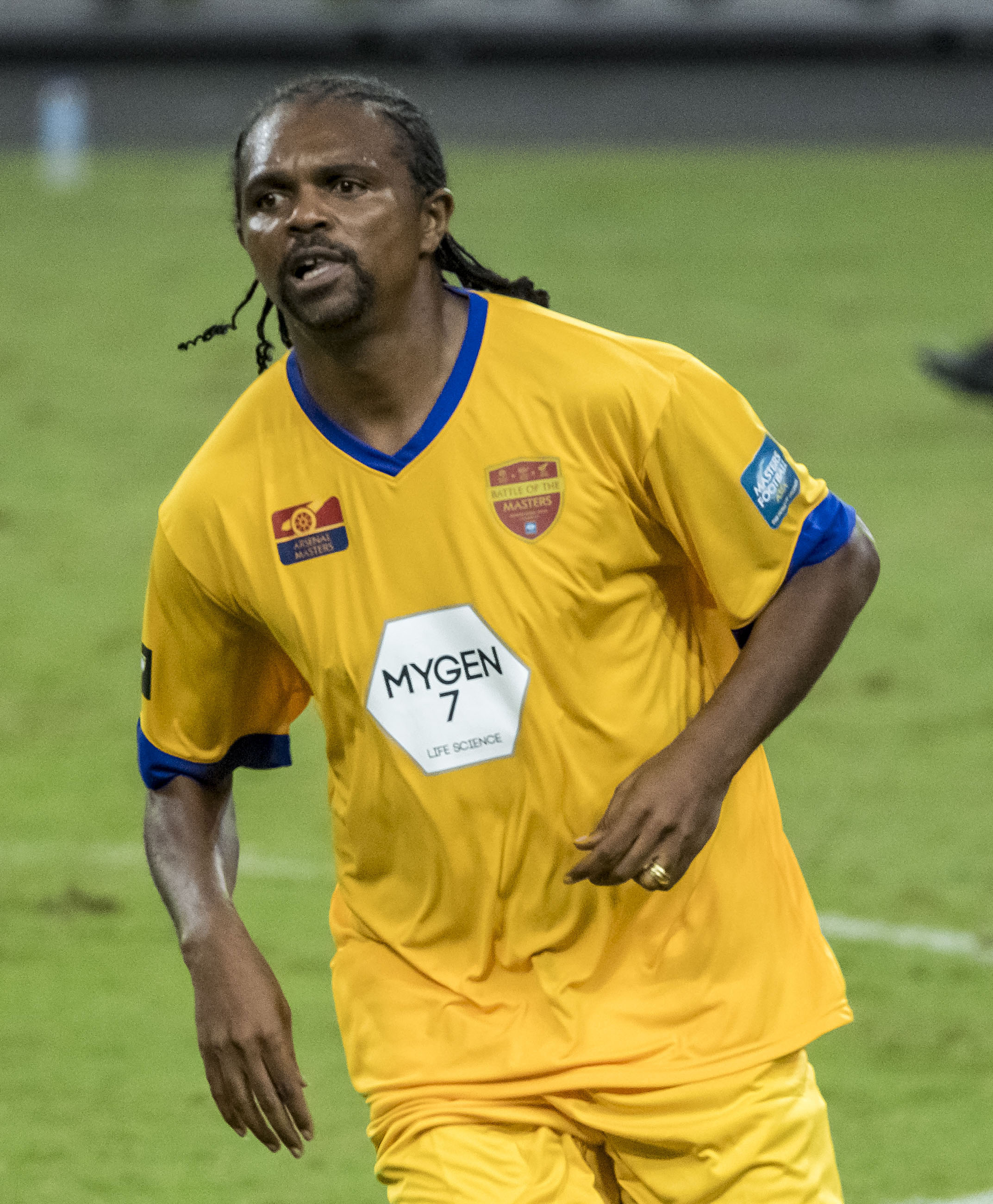
Kanu jogador de futebol que ficou marcado pela conquista da medalha de ouro nos Jogos Olímpicos de 1996.
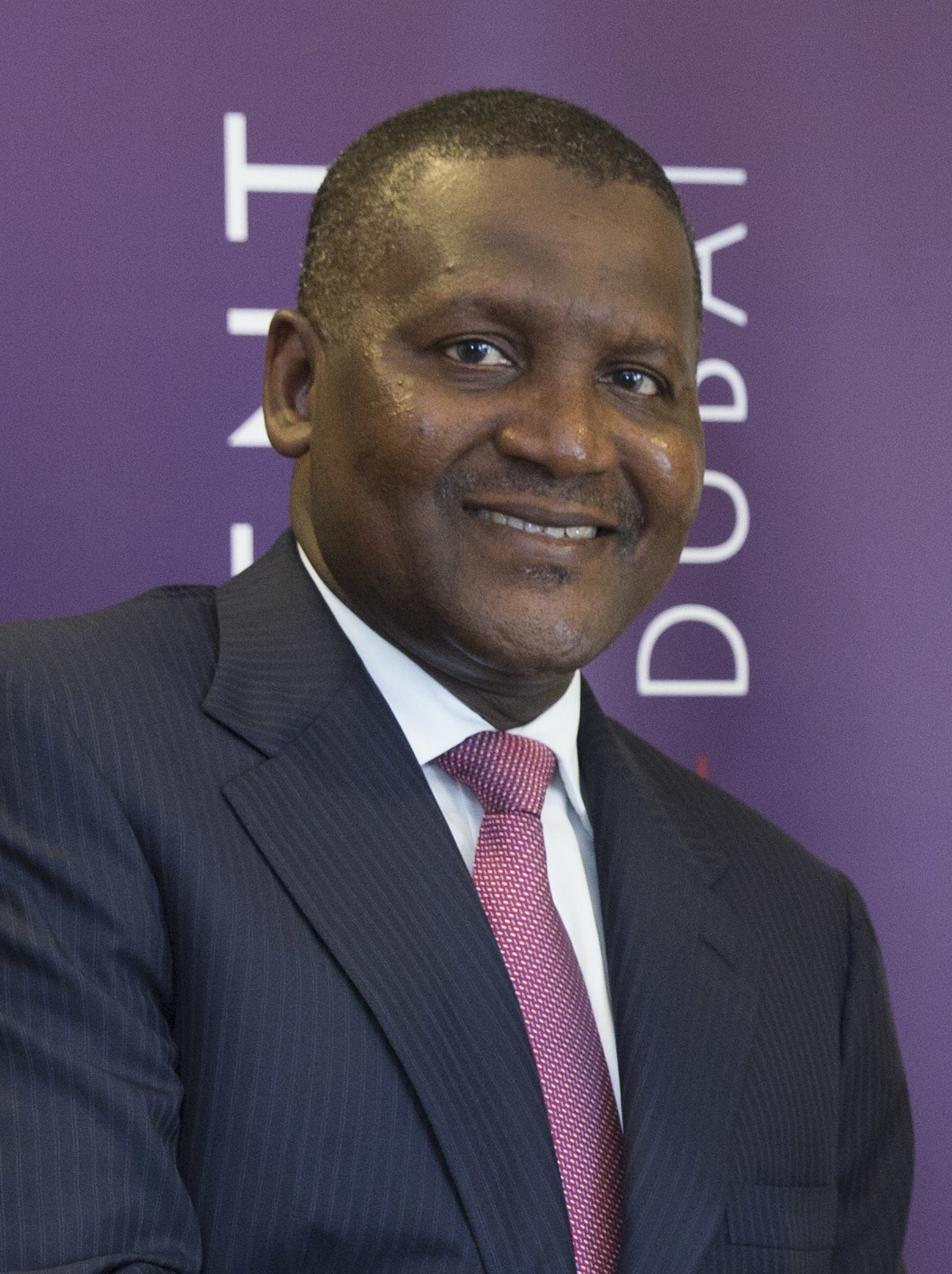
Aliko Dangote o homem mais rico da Nigéria.
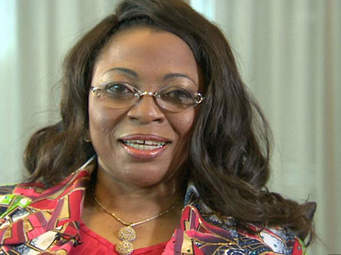
Folorunso Alakija diretora-gerente do The Rose of Sharon Group.
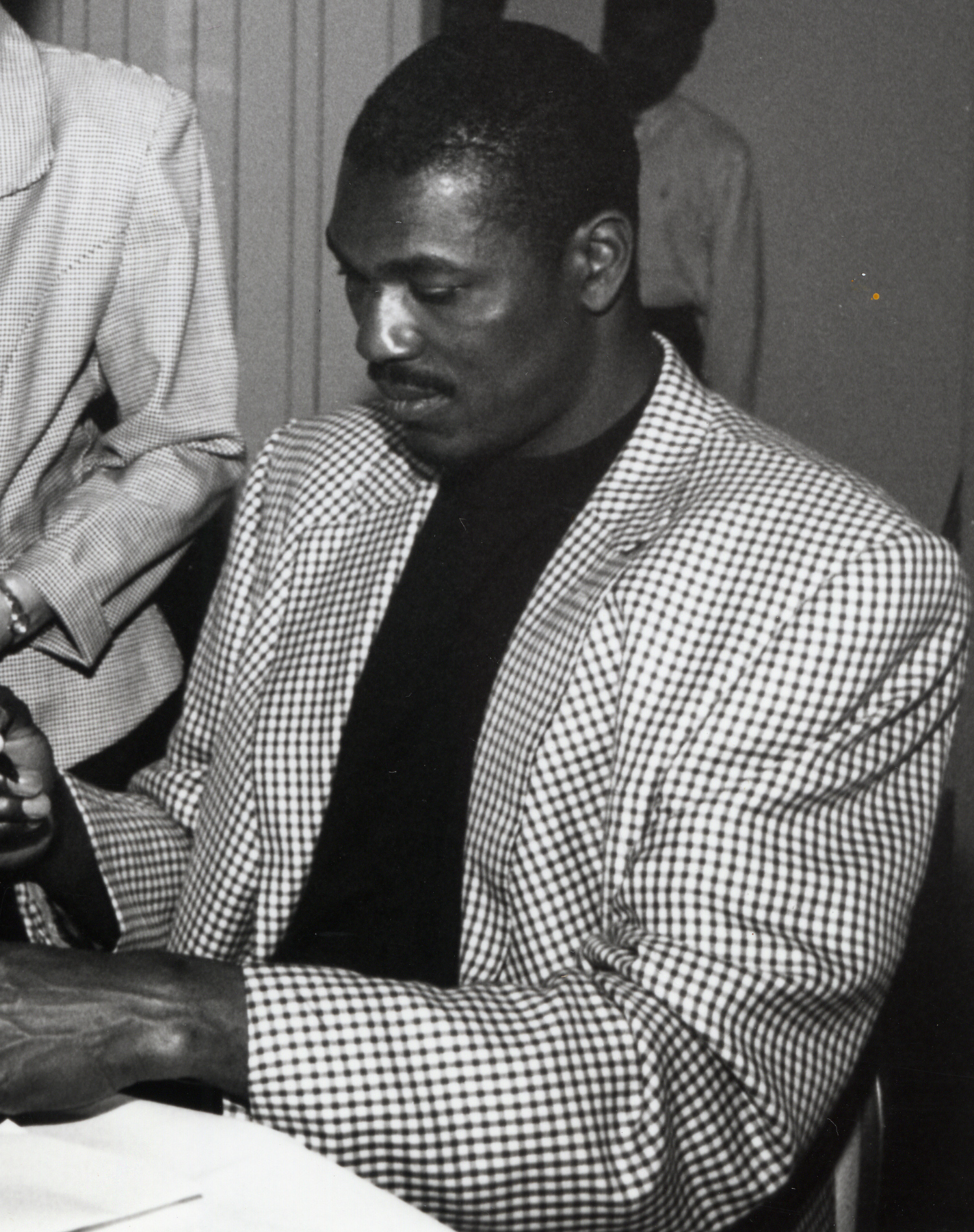
Hakeem Olajuwon escolhido como um dos 50 melhores jogadores de todos os tempos da NBA.
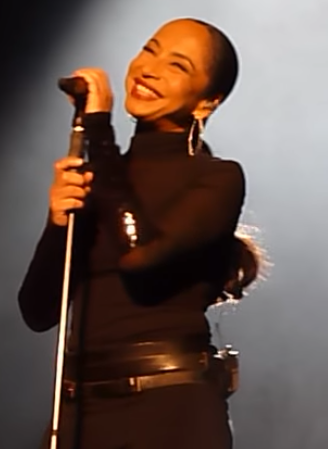
Sade Adu compositora e cantora de jazz.
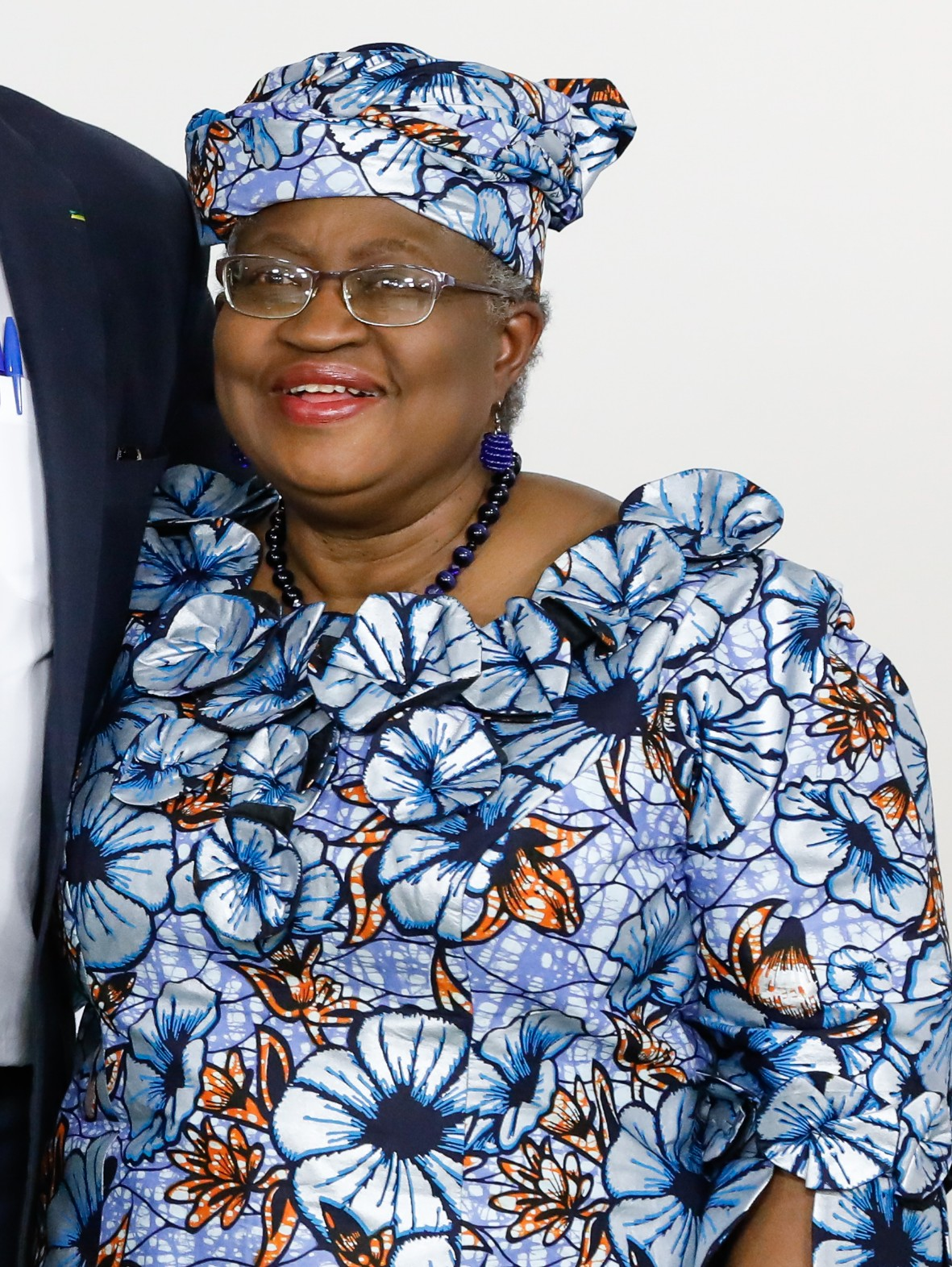
Ngozi Okonjo-Iweala primeira mulher a escolhida como diretora-geral da Organização Mundial do Comércio.
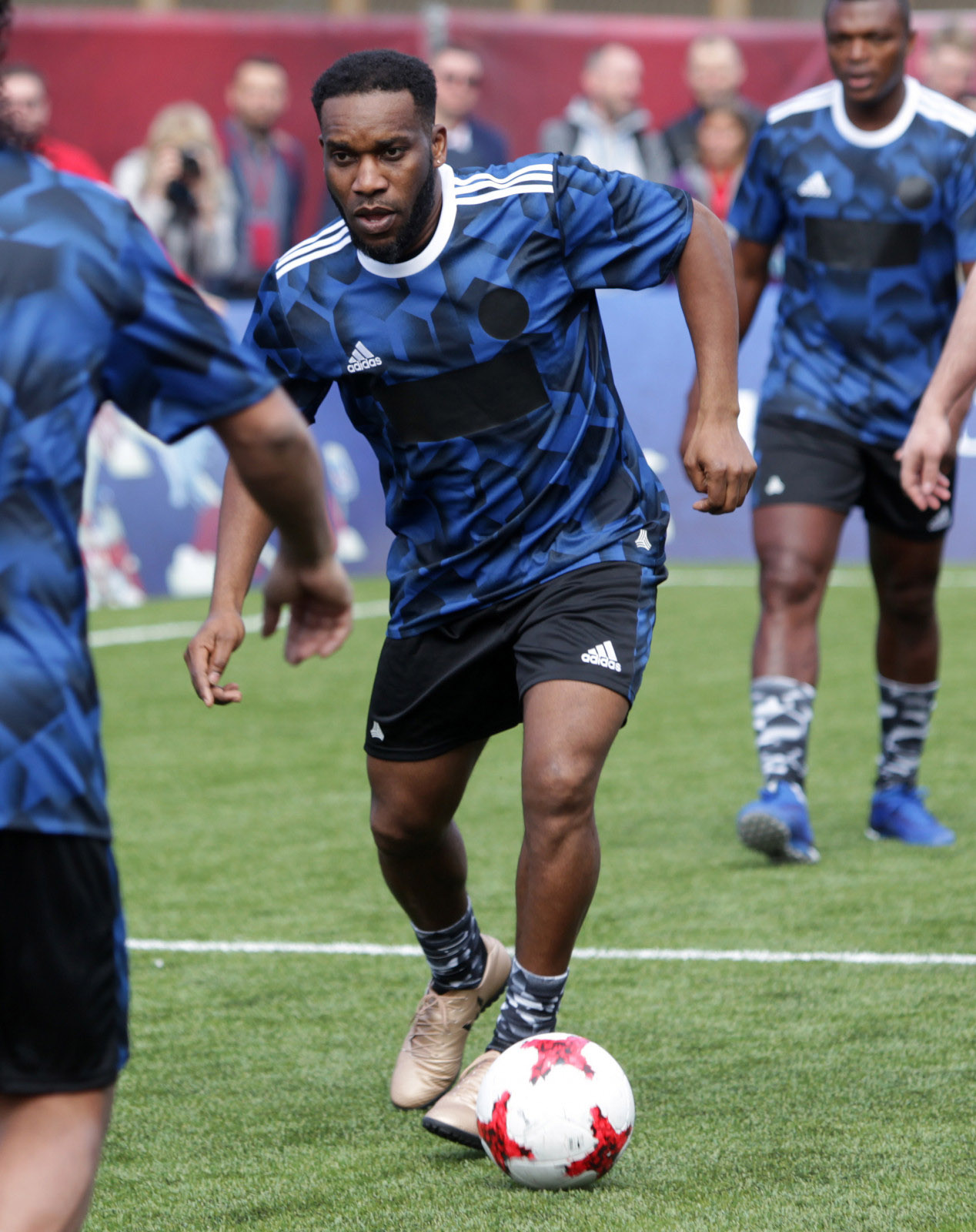
Okocha um dos maiores jogadores de futebol da história da Seleção Nigeriana.